# Lycoperdaceae
Famille
Les Lycoperdaceae, ou Lycoperdacées, sont une famille de champignons basidiomycètes (ordre des Agaricales).
Selon Index Fungorum (27 octobre 2013), ce taxon serait valide, mais selon MycoBank (27 octobre 2013), le nom valide serait celui de la famille des Agaricaceae.

## Liste des genres
Selon NCBI (27 octobre 2013) :
- genre Arachnion
- genre Bovista
- genre Bovistella
- genre Calvatia
- genre Disciseda
- genre Handkea
- genre Holocotylon
- genre Langermannia
- genre Lycoperdon
- genre Morganella (fungus) (en)
- genre Vascellum